# Iglesia de San Juan y Todos los Santos
La iglesia de San Juan y Todos los Santos, es un templo de culto católico, situado en la plaza de la Trinidad de la ciudad de Córdoba, (Andalucía, España). En este lugar estuvo el convento y la iglesia de la Trinidad que fue una fundación del rey Fernando III de Castilla en el siglo XIII. El edificio que se conserva, de arquitectura barroca, data de los primeros años del siglo XVIII.

## Contexto histórico

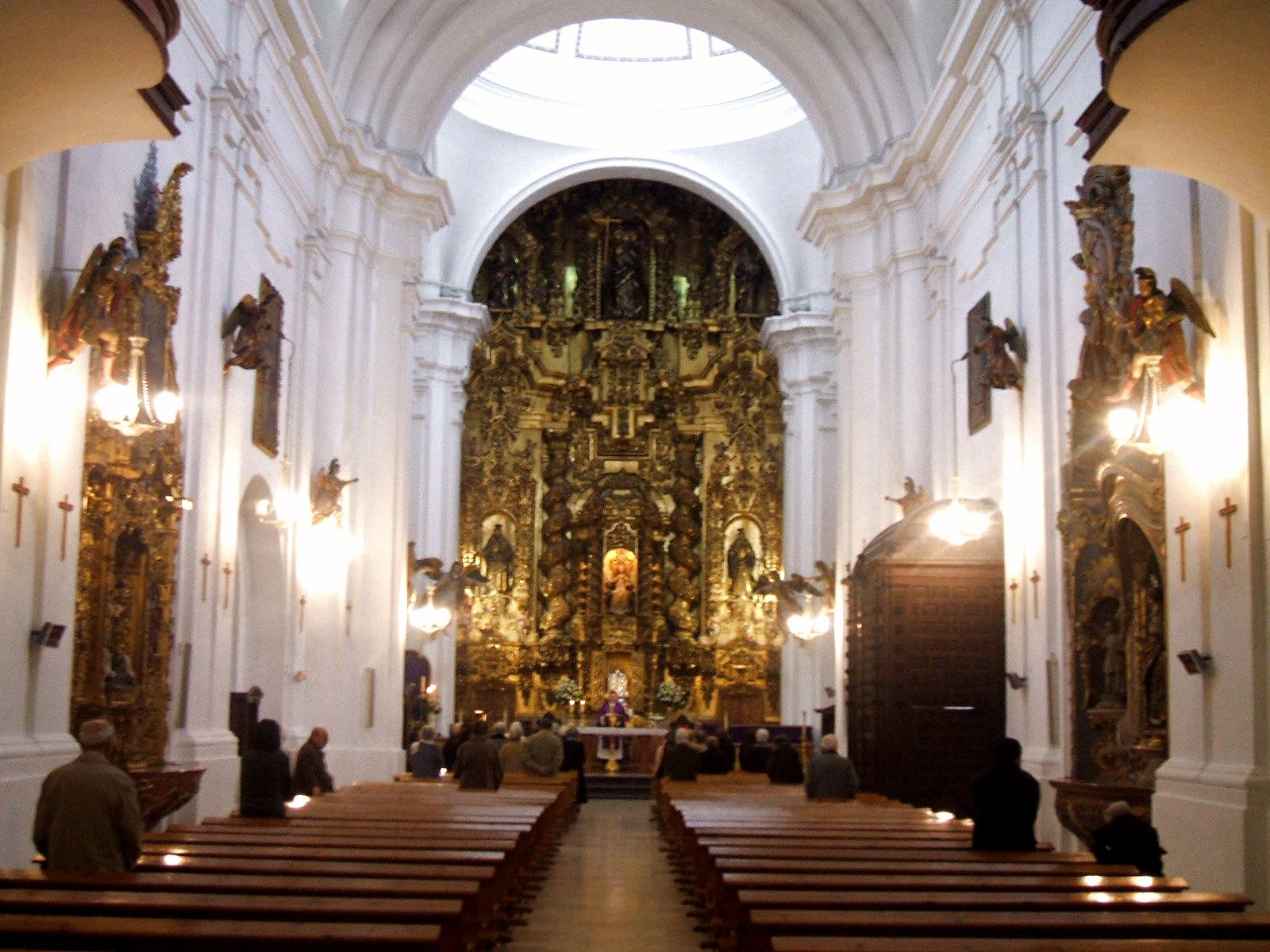
Interior de la Iglesia de San Juan y Todos los Santos.

Cuando el rey Fernando III conquistó la ciudad de Córdoba el 29 de junio de 1236 no encontró ni una sola iglesia católica de tiempos de los visigodos, cuando había sido sede del obispo Osio. Tales iglesias habían existido pero en su lugar fueron edificadas las mezquitas. Bajo su autoridad y patrocinio se fueron restableciendo y edificando una serie de iglesias y algún convento. Son las conocidas como iglesias fernandinas, de estilo gótico de transición (del románico al gótico): Santa María Magdalena, Santiago, Santa Marina, San Miguel, San Nicolás de la Villa, Santo Domingo de Silos, El Salvador, San Nicolás de Ajerquía, San Juan de los Caballeros y por último Omnium Sanctorum. Desde entonces algunas han desaparecido, otras se unieron entre sí. Éste fue el caso de estas dos, que en el año 1799 se fundieron formando una sola parroquia, la parroquia de San Juan (más tarde San Juan y Todos los Santos) que se encontraba en el lugar donde está el colegio de las Esclavas; la torre de esta iglesia todavía se conserva.
Tras la desamortización del siglo XIX esta parroquia se trasladó a la iglesia que había sido del convento de los frailes trinitarios, convento que a su vez había sido fundado por el rey santo. Desde entonces se conoce el templo con el nombre de parroquia de la Trinidad.

## Descripción arquitectónica

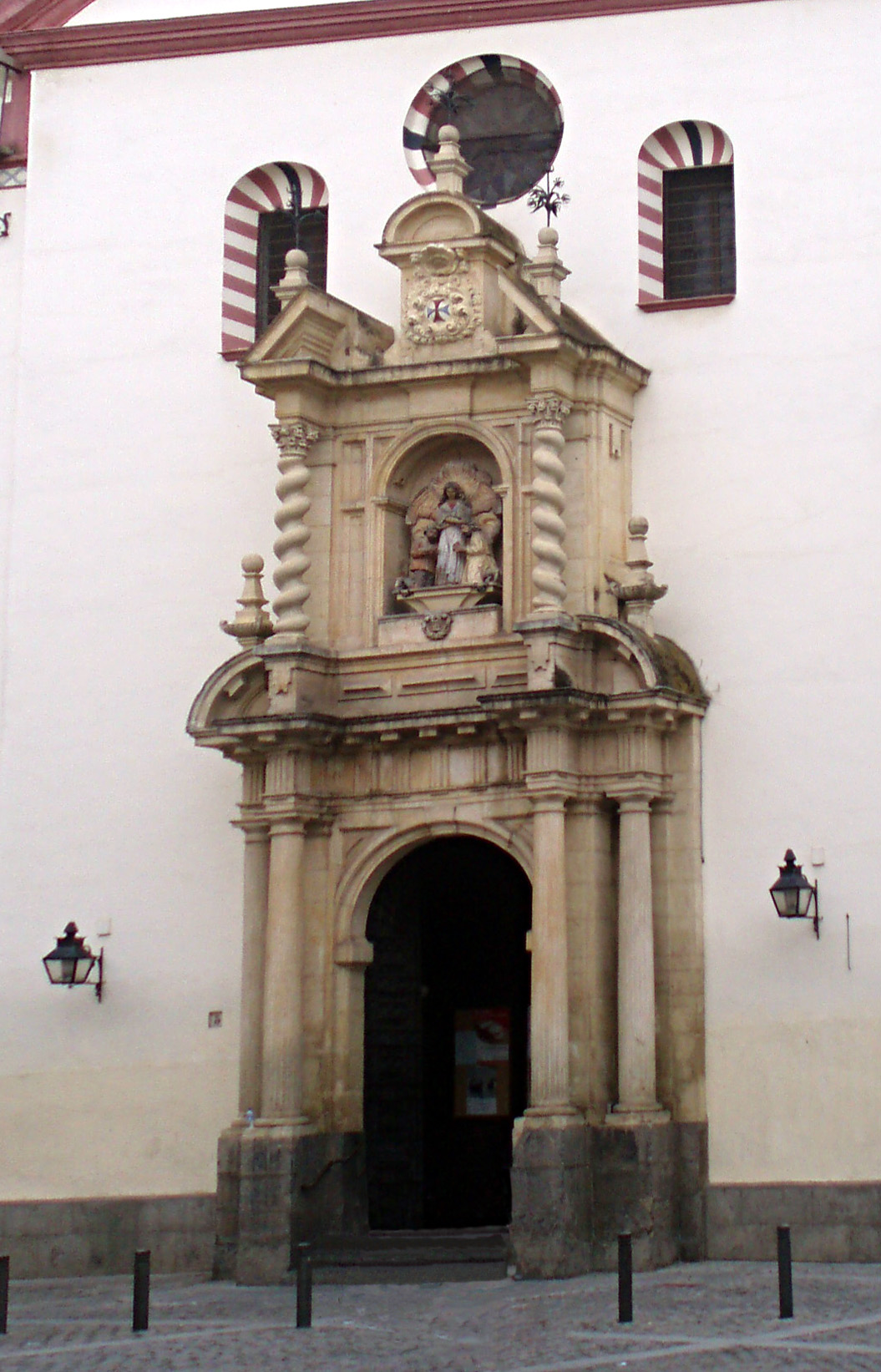
Detalle de la portada de la fachada principal.

El convento de la Trinidad fue en su origen una de las fundaciones del rey Fernando III pero de aquel edificio no se conserva nada. El templo actual —de arquitectura barroca— data del año 1710. La planta es de cruz latina, de una sola nave, con un crucero de dimensiones reducidas, muros bastante altos cubiertos por bóveda de cañón y lunetos con ventanas. Sobre el crucero se alza la cúpula que descansa sobre pechinas. Tiene un coro a los pies, también cubierto de bóveda de cañón en cuyos laterales se abren lunetos decorados con pinturas murales de temas vegetales y heráldicos.
La iglesia tiene una sacristía rectangular y con bóveda de crucería. Guarda un lugar muy curioso como si fuera a un cuarto que tiene la particularidad de estar decorado con pinturas de Antonio Palomino muy valiosas.
La fachada principal es muy sobria, revocada de blanco; en ella resalta la portada barroca de piedra, con dos cuerpos más el remate de la peineta. En el primer cuerpo está la puerta de acceso al templo con un arco de medio punto delimitado por cuatro columnas y separado del cuerpo superior por un friso de metopas y triglifos. Este segundo cuerpo tiene la particularidad de estar demarcado por sendas columnas salomónicas siendo ésta la primera vez que se vieron en Córdoba. En el centro hay una hornacina que guarda un grupo escultórico que representa a un ángel protegiendo a dos cautivos. En la peineta está labrada la cruz patada primitiva de esta orden en colores azul y rojo. A lo largo de la fachada pueden verse los frontones partidos, redondos y triangulares, una de las características de la arquitectura barroca de estos años.

### Retablos y altares
El retablo mayor es obra barroca realizada en 1724 por el artista Juan Fernández del Río. Lo preside la Virgen del Coro del escultor Alonso Gómez de Sandoval y más arriba se encuentra una imagen de la Asunción. Otras imágenes labradas por este mismo autor son los santos patriarcas Juan de Mata fundador y Félix de Valois reformador de la orden de trinitarios, más santa Inés y Santa Catalina. Entre las esculturas se desarrolla una gran ornamentación barroca y exuberante y como complemento arquitectónico pueden verse las columnas salomónicas, incondicionales en el barroco de la época.
A cada lado de la nave hay otros cinco retablos. En el lado del Evangelio se encuentran el del Santísimo Cristo de la Salud, obra anónima del siglo XVI, que es una talla de tamaño natural que procesiona el lunes santo. Perteneció a la Cofradía de la Coronación que tuvo su sede en la desaparecida iglesia de los Trinitarios. Se encuentran también las tallas del Ecce Homo y Virgen de los Dolores, ambas del escultor José de Mora.
Últimos párrocos
Los últimos tres párrocos de esta parroquia fueron los siguientes: D. Antonio Gómez Aguilar, D. Santiago Gómez Reina y D. José Juan Giménez Güeto.

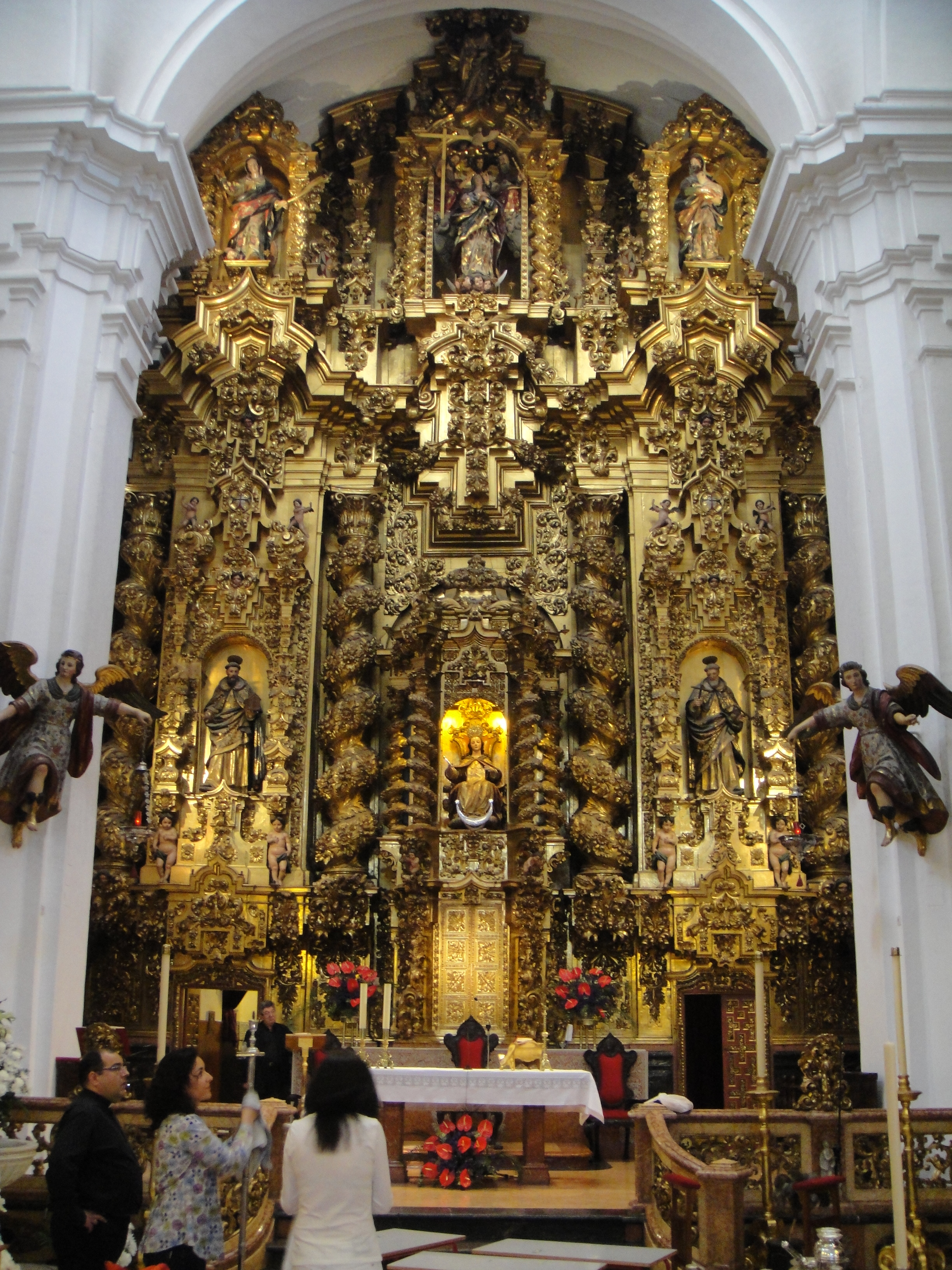
Retablo mayor
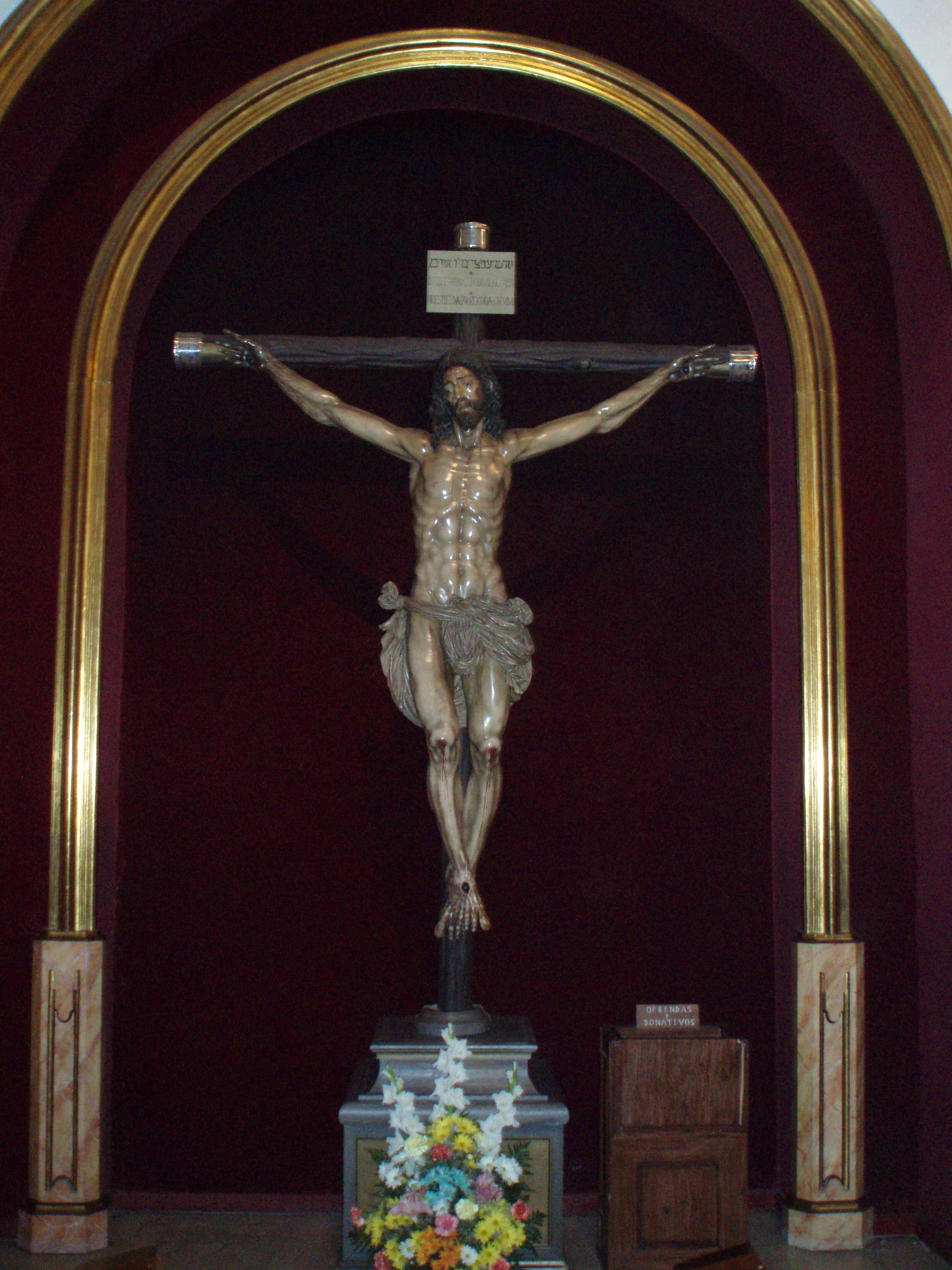
Talla del Cristo de la Providencia.
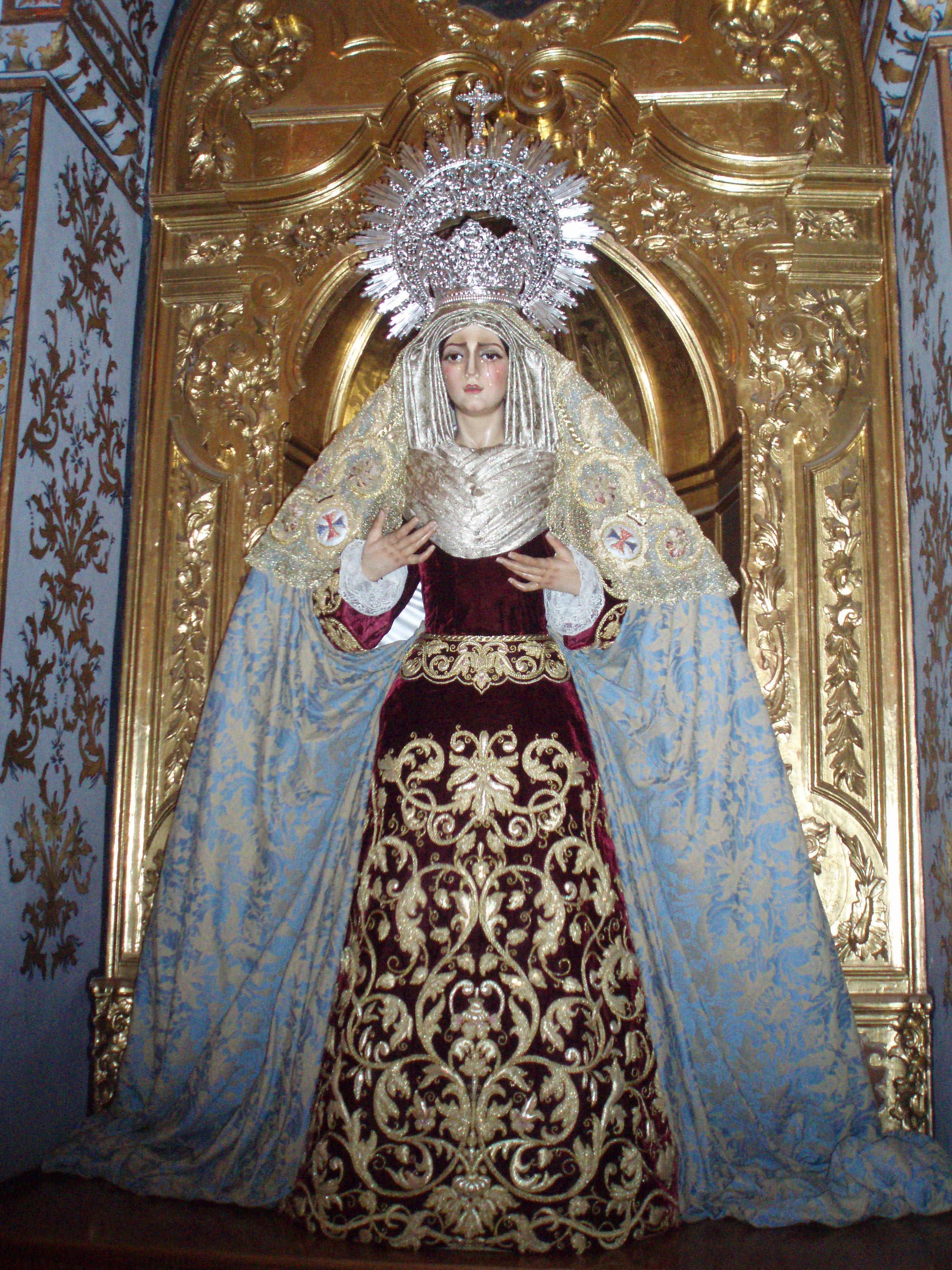
Retablo de la Virgen de la Trinidad.

## Hermandades
Aquí tienen sede dos hermandades:
- Hermandad de la Santa Faz.
- Hermandad del Vía Crucis.

Además, también tiene su sede la Fraternidad del Santísimo Cristo de la Providencia.